# 라그랑주 정리 (군론)

정수의 덧셈군의 몫군 의 부분군 와 그 잉여류들

군론에서 라그랑주 정리(영어: Lagrange’s theorem)는 유한군의 부분군의 크기가 원래 군의 크기의 약수라는 정리다.:100, §II.10, Theorem 10.10:12, §I.3, Proposition 2.2:30, §2.3, Theorem 2.27

## 정의
임의의 군 {\displaystyle G} 및 부분군 {\displaystyle H\leq G}가 주어졌다고 하자. 라그랑주 정리에 따르면, 다음이 성립한다.
{\displaystyle |G|=|G:H||H|}
여기서 {\displaystyle |G:H|}는 {\displaystyle H}의 왼쪽 잉여류들의 집합의 크기이며 (이는 오른쪽 잉여류들의 집합의 크기와 같다), {\displaystyle |G:H|}와 {\displaystyle |H|} 사이의 곱셈은 기수의 곱셈이다. 특히, {\displaystyle G}가 유한군일 경우, {\displaystyle |H|}는 {\displaystyle |G|}의 약수이다.
보다 일반적으로, 군 {\displaystyle G}의 부분군 {\displaystyle H\leq G}과 이에 대한 부분군 {\displaystyle K\leq H}에 대하여, 다음이 성립한다.
{\displaystyle |G:K|=|G:H||H:K|}
라그랑주 정리는 ({\displaystyle G}가 무한군일 수 있는 경우) 선택 공리와 동치이다. 물론, 유한군의 경우 이는 선택 공리 없이 증명할 수 있다.

## 증명
우선, 임의의 {\displaystyle g\in G}에 대하여, {\displaystyle |gH|=|H|}이다. 이는 함수
{\displaystyle H\to gH}
{\displaystyle h\mapsto gh\qquad (h\in H)}
가 전단사 함수이기 때문이다.
또한 {\displaystyle H}의 왼쪽 잉여류들의 집합 {\displaystyle G/H}는 {\displaystyle G}의 분할을 이룬다. 이는 다음과 같이 증명할 수 있다. 임의의 {\displaystyle g,g'\in G}에 대하여, 만약 {\displaystyle gH\cap g'H\neq \varnothing }이라면, {\displaystyle g''\in gH\cap g'H}인 {\displaystyle g''\in G}가 존재한다.
{\displaystyle g''=gh=g'h'}
인 {\displaystyle h,h'\in H}를 취하면
{\displaystyle gH=ghH=g''H=g'h'H=g'H}
이다. 이에 따라, {\displaystyle G}는 {\displaystyle G/H} 속 서로 다른 왼쪽 잉여류들의 분리 합집합이다.
선택 공리에 의하여, 임의의 왼쪽 잉여류 {\displaystyle A\in G/H}에 대하여, {\displaystyle g_{A}\in A}인 군의 원소 {\displaystyle g_{A}\in G}를 취하는 함수 {\displaystyle g_{\bullet }\colon G/H\to G}가 존재하며, 이 경우 임의의 {\displaystyle A\in G/H}에 대하여 {\displaystyle A=g_{A}H}이다. ({\displaystyle G}가 유한군일 경우 이러한 함수의 존재는 수학적 귀납법에 의하여 증명할 수 있으므로 선택 공리가 필요하지 않다.) 따라서,
{\displaystyle |G|=\sum _{A\in G/H}|A|=\sum _{A\in G/H}|g_{A}H|=\sum _{A\in G/H}|H|=|G:H||H|}
가 성립한다.
만약 {\displaystyle G}가 유한군이라면, 위 등식의 {\displaystyle |G|}, {\displaystyle |G:H|}, {\displaystyle |H|}는 모두 양의 정수이므로, {\displaystyle |H|}는 {\displaystyle |G|}의 약수가 된다.

## 따름정리
유한군 {\displaystyle G}의 임의의 원소 {\displaystyle g\in G}가 주어졌다고 하자. 그렇다면 {\displaystyle g}의 위수 {\displaystyle \operatorname {ord} g}는 {\displaystyle |G|}의 약수이다. 이는 {\displaystyle \operatorname {ord} g}가 순환 부분군 {\displaystyle \langle g\rangle \leq G}의 크기이기 때문이다. 특히, 항상 {\displaystyle g^{|G|}=1_{G}}가 성립한다. 여기서 {\displaystyle 1_{G}}는 {\displaystyle G}의 항등원이다. 이를 이용하면 페르마 소정리나 오일러 정리를 쉽게 도출해낼 수 있는데, 임의의 양의 정수 {\displaystyle n}에 대하여, {\displaystyle n}과 서로소인 정수의 합동류들은 곱셈에 대하여 군이 되고, 이 군의 크기가 오일러 피 함수 {\displaystyle \phi }에 대하여 {\displaystyle \phi (n)}이 되기 때문이다.
소수 크기의 군은 순환군이자 단순군이다. 즉, 유한군 {\displaystyle G}에 대하여, {\displaystyle |G|=p}가 소수라고 하자. 그렇다면 {\displaystyle g\neq 1_{G}}인 {\displaystyle g\in G}를 취할 수 있으며, {\displaystyle \operatorname {ord} g\mid p}이므로 {\displaystyle \operatorname {ord} g=1}이거나 {\displaystyle \operatorname {ord} g=p}이다. 그러나 {\displaystyle g\neq 1_{G}}이므로 {\displaystyle \operatorname {ord} g\neq 1}이므로 {\displaystyle \operatorname {ord} g=p}이며, 즉 {\displaystyle G=\langle g\rangle }는 {\displaystyle g}로 생성된 순환군이다. 마찬가지로, 임의의 부분군 {\displaystyle H\leq G}에 대하여, {\displaystyle |H|=1}이거나 {\displaystyle |H|=p}이며, 만약 {\displaystyle |H|=1}이라면 {\displaystyle H=\{1_{G}\}}, 만약 {\displaystyle |H|=p}라면 {\displaystyle H=G}이다. 즉, {\displaystyle G}는 자명 부분군이나 자기 자신이 아닌 부분군을 갖지 않으며, 특히 {\displaystyle G}는 단순군이다.

## 역의 반례
유한군 {\displaystyle G}와 양의 정수 {\displaystyle d}가 주어졌고, {\displaystyle d}가 {\displaystyle |G|}의 약수라고 할 때, 크기가 {\displaystyle d}인 {\displaystyle G}의 부분군이 존재할 필요는 없다. 예를 들어, 4차 교대군 {\displaystyle \operatorname {Alt} (4)}의 크기는 12이며, 6은 12의 약수이지만, {\displaystyle \operatorname {Alt} (4)}는 크기가 6인 부분군을 갖지 않는다.:145, §III.15, Example 15.6 그러나, 쉴로브 정리에 따르면, {\displaystyle d}가 소수의 거듭제곱일 경우 크기가 {\displaystyle d}인 {\displaystyle G}의 부분군은 항상 존재한다.

## 역사
라그랑주는 이 정리를 1771년 논문인 《방정식의 대수적 해법에 관한 고찰(Réflexions sur la résolution algébrique des équations)》에서 언급하였으나 증명은 하지 않았다. 이 정리가 최초로 완전하게 증명된 것은 이탈리아 수학자 피에트로 아바티 마레스코티(Pietro Abbati Marescotti)의 1803년 출판된 글에서였다. 이 정리는 이후에 코시 정리가 탄생하는 데 영감을 주기도 하였다.